# Philoscia demerarae
Philoscia demerarae là một loài chân đều trong họ Philosciidae. Loài này được Van Name miêu tả khoa học năm 1925.